# هاید-ا-وای لیک (میسیسیپی)
هاید-ا-وای لیک (به انگلیسی: Hide-A-Way Lake) مکانی در ایالت میسیسیپی کشور ایالات متحده آمریکا است که جمعیت آن در سرشماری سال ۲۰۱۰ میلادی، ۱٬۸۵۹
نفر بوده‌است.